# Alexander Scharff (Historiker)

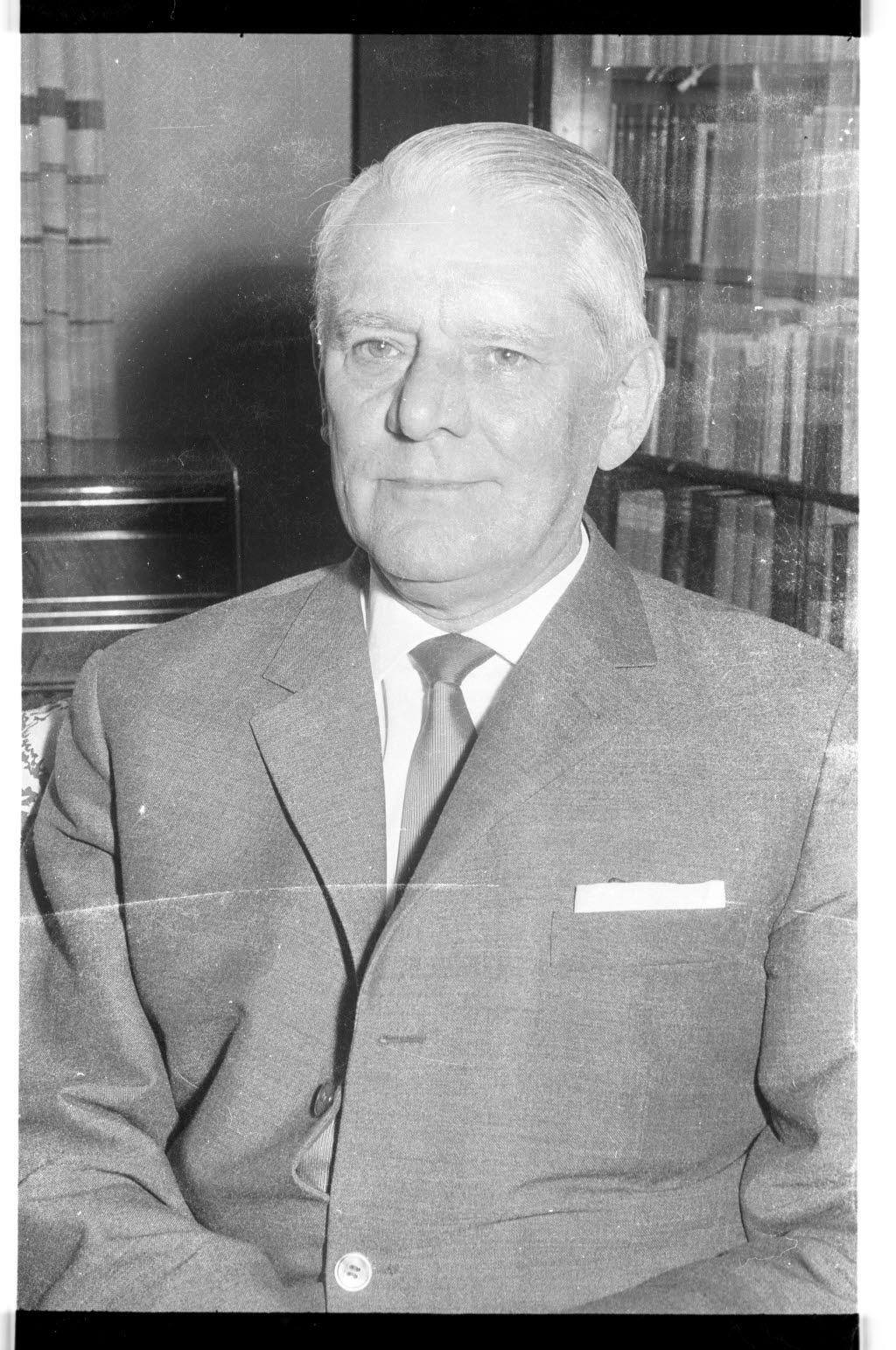
Alexander Scharff (1964)

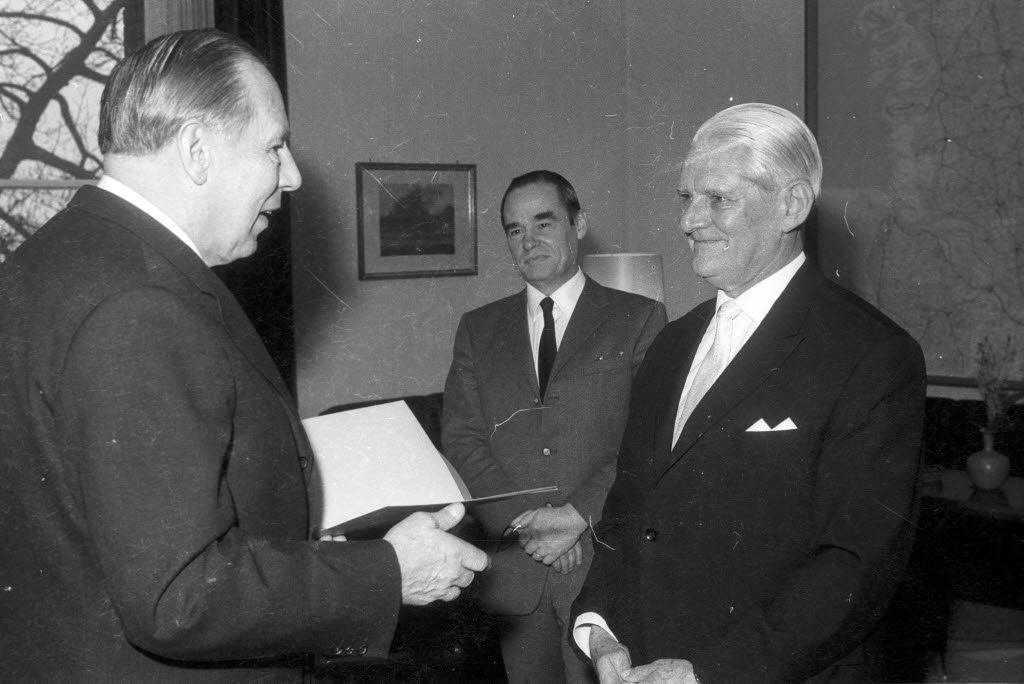
Alexander Scharff (rechts) bei der Verleihung des Großen Bundesverdienstkreuzes durch Helmut Lemke (1970)

Alexander Scharff (* 2. Juli 1904 in Calbe (Saale); † 27. März 1985 in Kiel) war ein deutscher Historiker.

## Leben
Scharff wurde 1904 als Sohn des Facharztes für Orthopädie Otto Wilhelm Alexander Scharff (1874–?) und dessen Ehefrau Catharina Sophie Johanna geb. Macco (1876–1955) geboren. Er ging auf das humanistische Flensburger Gymnasium, absolvierte als Jugendlicher eine militärische Ausbildung bei der Schwarzen Reichswehr und studierte Geschichte an den Universitäten in Tübingen, München und Kiel. Während seines Studiums wurde Scharff 1923 Mitglied der Tübinger Burschenschaft Derendingia. Er wurde 1928 an der Universität München mit der von Karl Alexander von Müller betreuten Dissertation zum Thema Der Gedanke der preußischen Vorherrschaft in den Anfängen der deutschen Einheitsbewegung promoviert. 1929 war er in der Schleswig-Holsteinischen Universitäts-Gesellschaft tätig – ab 1938 als Dozent. 1933 wurde er Mitglied der Sturmabteilung, 1938 folgten Mitgliedschaften in NSDAP, dem Nationalsozialistischen Deutschen Dozentenbund und, 1940, der Nationalsozialistischen Volkswohlfahrt. 1938 habilitierte er sich. Als nicht frontverwendungsfähig eingestuft, übernahm Scharff 1939 die Stelle eines Zivillehrers an der Marineschule Mürwik in Flensburg-Mürwik. Er wurde dort 1944 zum außerplanmäßigen Professor für mittlere und neuere Geschichte ernannt. 1939 heiratete er S. Herta Wilhelmsen († 1958), mit der er einen Sohn und zwei Töchter bekam.
Ab 1946 arbeitete an der Universität Kiel, 1949 wurde er Lehrbeauftragter für Schleswig-Holsteinische Geschichte und 1952 planmäßiger außerordentlicher Professor. 1957 bis 1972 war Scharff in Kiel Lehrstuhlinhaber für Schleswig-Holsteinische und Nordische Geschichte.
Er forschte auch zur Universitäts- und Studentengeschichte Kiels. Er war im Beirat der Gesellschaft für burschenschaftliche Geschichtsforschung und seit 1963 Mitherausgeber der Darstellungen und Quellen zur Geschichte der deutschen Einheitsbewegungen im 19. und 20. Jahrhundert (Band 4–8).

## Ehrungen
- Schleswig-Holstein-Medaille
- Herman-Haupt-Medaille
- 1969: Lornsen-Kette des Schleswig-Holsteinischen Heimatbundes[6]
- 1970: Großes Bundesverdienstkreuz
- 1974: Dannebrogorden, Kommandeur

## Schriften (Auswahl)
- Der Gedanke der preußischen Vorherrschaft in den Anfängen der deutschen Einheitsbewegung. Schroeder, Bonn 1929 (zugleich: Dissertation, Universität München, 1928).
- Die europäischen Großmächte und die deutsche Revolution. Deutsche Einheit und europäische Ordnung 1848–1851. Koehler & Amelang, Leipzig 1942.
- Der Schleswig-Holsteinische Kunstverein in den politischen Bewegungen des 19. Jahrhunderts. Nordelbingen 1960.
- Schleswig-Holstein in der deutschen und nordeuropäischen Geschichte. Gesammelte Aufsätze (= Kieler historische Studien. Band 6). Herausgegeben von Manfred Jessen-Klingenberg. Klett, Stuttgart 1969.
- Schleswig-Holstein und die Auflösung des dänischen Gesamtstaates 1830–1864/67 (= Geschichte Schleswig-Holsteins. Band 8), Wachholtz, Neumünster 1975–1980.
- Schleswig-Holsteinische Geschichte. Ein Überblick, 3. Auflage, Ploetz, Freiburg/Würzburg 1982.